# Общество Phi Beta Kappa
Общество Phi Beta Kappa (англ. Phi Beta Kappa Society) — старейшее почётное студенческое общество (изначально — братство) в Соединённых Штатах Америки, основанное 5 декабря 1776 года. Общественная организация студентов высших учебных заведений.
Phi Beta Kappa — аббревиатура с греческого (греч. Φιλοσοφία Βίου Κυϐερνήτης Philosophía Bíou Kubernḗtēs) означает «Любовь к мудрости — руководство жизни».

## История и деятельность
Членство в братстве считается высшей наградой (отличием) у студентов. В среднем членство предоставляется лишь одному из ста кандидатов. Каждое общество устанавливает свои академические стандарты, но все претенденты должны изучать гуманитарные науки, демонстрировать «высокие моральные качества». Существует обязательный вступительный взнос (от 50 до 90 долларов США по состоянию на 2005 год), который иногда покрывается университетом-инициатором.

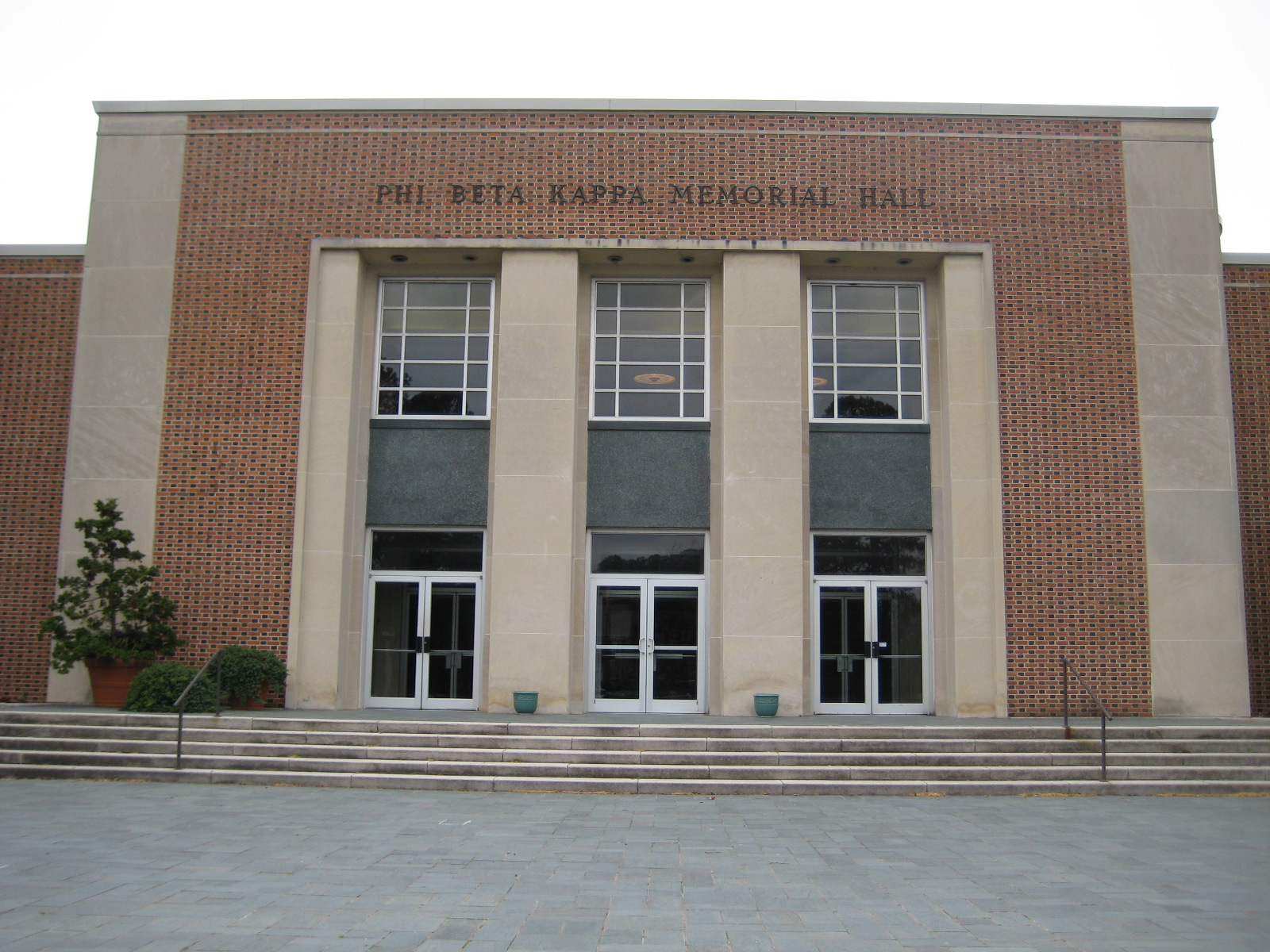
Современный вход в мемориальный зал Phi Beta Kappa в Колледже Уильяма и Мэри

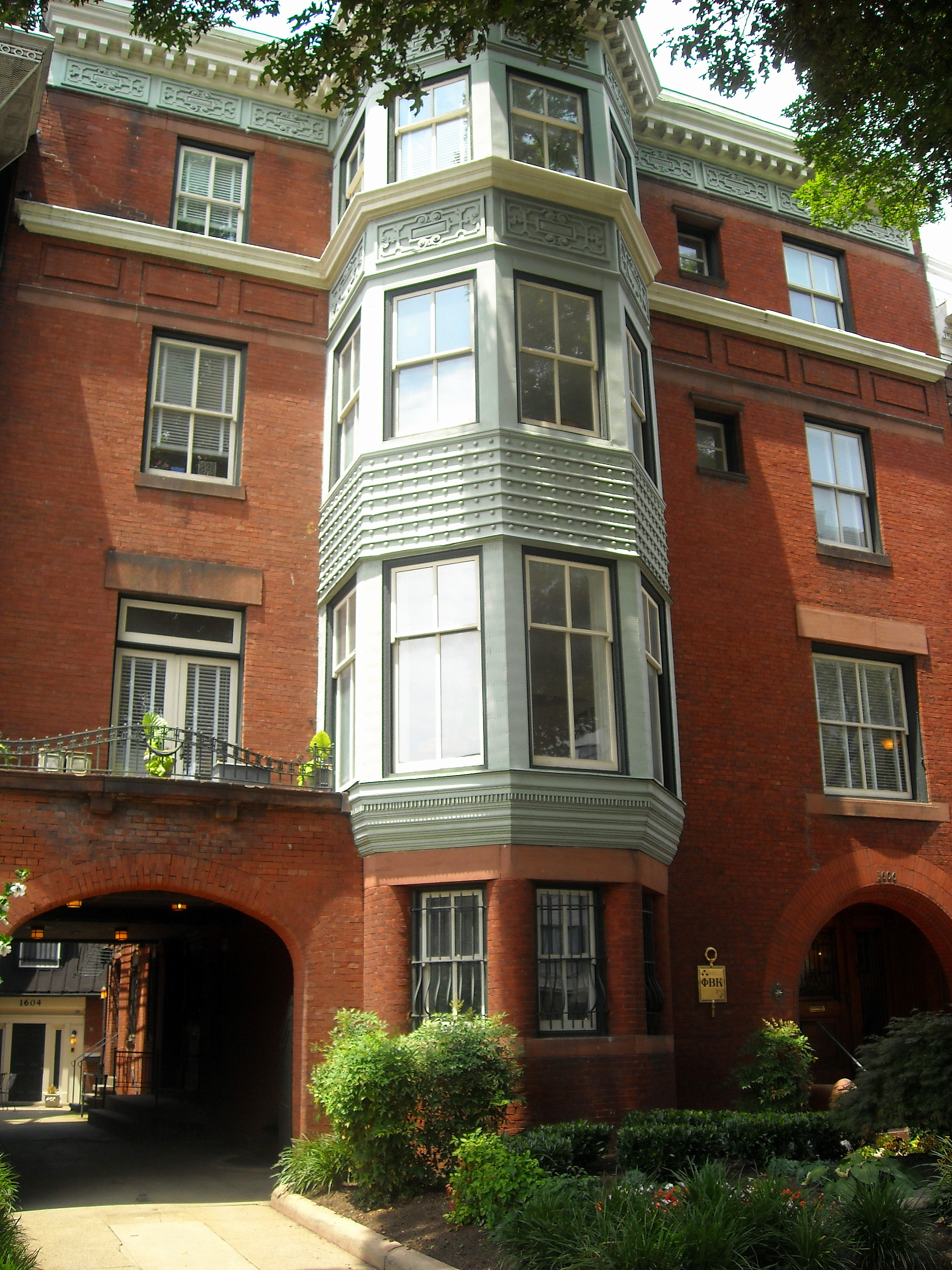
Национальная штаб-квартира Phi Beta Kappa Society в историческом районе Дюпон-Сити в Вашингтоне, округ Колумбия

Первое общество было сформировано как тайная литературно-философская ассоциация в колледже Уильяма и Мэри, второе — в Гарвардском университете (4 декабря 1779 года), третье — в Йельском университете (8 декабря 1779 года), затем ряд последующих — в последней трети XVIII века. От статуса тайного общества отказались во время антимасонских мероприятий в 1831 году. С момента создания United Chapters of Phi Beta Kappa в 1883 году было избрано 25 глав. Первая женщина была принята в общество Phi Beta Kappa в Университете Вермонта в 1875 году, первый чернокожий студент — два года спустя.
Каждый глава (председатель) капитула определяется штатом и греческой буквой, обозначающей последовательность создания, например, Альфа Пенсильвании находится в Колледже Дикинсона, Бета Пенсильвании в Университете Лехи и т. д.
В 1988 году United Chapters of Phi Beta Kappa сменили название на Phi Beta Kappa Society. В 2004 году существовало 270 обществ с числом около полумиллиона существующих членов.

## Некоторые известные члены
- Апдайк, Джон
- Безос, Джефф
- Бек, Аарон
- Белл, Александр Грейам
- Бернстайн, Леонард
- Буш, Джордж Герберт Уокер
- Даллес, Джон Фостер
- Делсон, Брэд
- Доул, Элизабет
- Дюбуа, Уильям Эдуард Бёркхардт
- Зонтаг, Сьюзен
- Кинси, Альфред
- Киссинджер, Генри
- Клинтон, Билл
- Клоуз, Гленн
- Макнамара, Роберт Стрейндж
- Маски, Эдмунд
- Оппенгеймер, Роберт
- Полсон, Генри
- Рагин, Чарлз
- Райс, Кондолиза
- Ренквист, Уильям Хаббс
- Сэндел, Майкл
- Сондхайм, Стивен
- Стайнем, Глория
- Марк Твен
- Теймор, Джули
- Хелмс, Ричард
- Шапиро, Бен
- Эмерсон, Бенджамин Кендалл